# グリーンプラザ大安
グリーンプラザ大安（グリーンプラザだいあん）は三重県いなべ市にある、イオン大安店を核店舗とする、ショッピングセンターである。

## 概要
いなべ市唯一のイオンであり、1993年に開業した。
1994年3月には隣接地にケーヨージャスコ(当時) が事実上最初のメガマート店舗をオープンさせたが、後に閉店・解体されている。
当店から約6キロ南東の東員IC付近にはイオンモール東員が存在している。

## 沿革
- 1993年（平成5年）10月20日 - ジャスコ運営の「ジャスコ大安店」として開店。
- 2011年（平成23年）3月1日 - GMS事業の再編に伴い、運営会社がイオンリテールに吸収合併され「イオン大安店」へ店名変更。
- 2019年（平成31年）3月17日 - 南に隣接する大安インターチェンジが併用開始[5]。
- 2020年（令和2年）4月1日 - 当店を含む全国のイオン直営売場での無料レジ袋配布終了[6]。

## フロアとテナント

### フロア概要
核店舗のイオン大安店と23の専門店で構成される。
| 階  | フロア概要                 |
| --- | -------------------------- |
| R階 | 屋上駐車場                 |
| 2階 | ファッションと遊びのフロア |
| 1階 | 食品と暮らしのフロア       |

### 主なテナント
1階
- マクドナルド（ファストフード）
- 四六時中（レストラン）
- カーブス（フィットネス）
- カメラのキタムラ（写真）

2階
- ダイソー（100円ショップ）
- くもん（学習塾）
- ゲームピコ（アミューズメント）

別棟
- チャンスセンター（宝くじ）

※テナント情報は2022年5月時点
出店テナント全店の一覧詳細情報は公式サイト「専門店」「フロアガイド」を、営業時間およびATMを設置している金融機関の詳細は公式サイト「営業時間」を参照。

## アクセス
国道421号、東海環状自動車道大安インターチェンジそばに位置している。

### 鉄道
- 三里駅（三岐鉄道・三岐線）- から徒歩約8分
- 楚原駅（同上）から徒歩約27分

### 自動車
- 東海環状自動車道 - 大安ICより約3分、東員ICより約13分

### 駐車場
当施設の駐車場は、1,010台利用可能である。
| 施設駐車場 | 駐車台数 | 駐車可能時間 | 備考                          |
| ---------- | -------- | ------------ | ----------------------------- |
| 平面駐車場 | 1,010台  | 9:00 - 22:30 | 北側駐車場のみ8時から利用可能 |
| 屋上駐車場 | 1,010台  | 9:00 - 20:45 | 高さ制限2.3m                  |

## 周辺
- 桑名市消防本部いなべ消防署
- 三岐鉄道三岐線 - 三里駅
- いなべ総合学園高等学校
- 東海環状自動車道 - 大安インターチェンジ